# Beim Sixweber

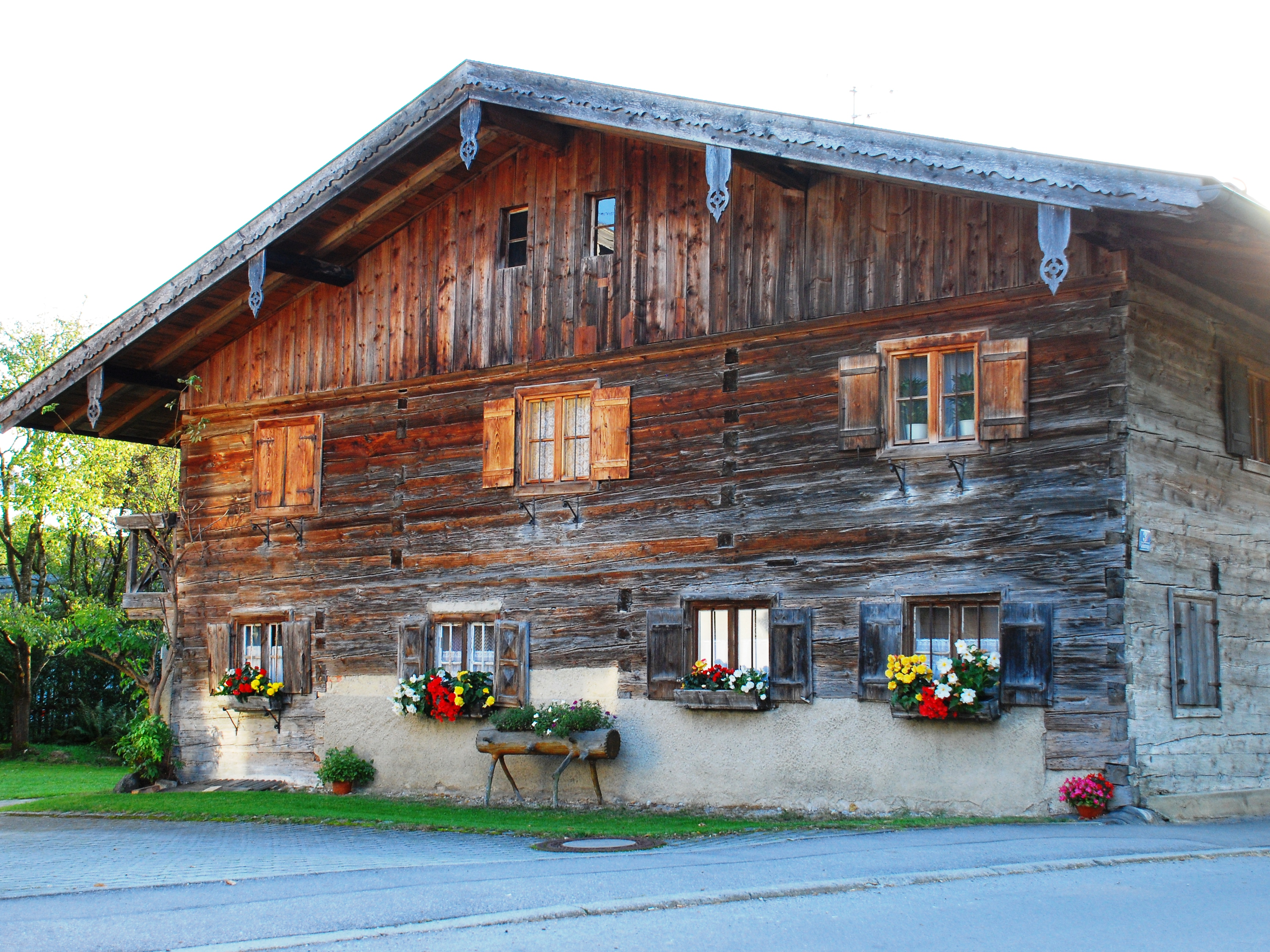
Haus Beim Sixweber in Großhelfendorf

Das Bauernhaus Beim Sixweber in Großhelfendorf, einem Gemeindeteil von Aying im oberbayerischen Landkreis München, wurde vermutlich im 18. Jahrhundert errichtet. Das Gebäude mit der Adresse Obere Bahnhofstraße 3 ist ein geschütztes Baudenkmal.
Der zweigeschossige Mitterstallbau mit flachem Satteldach besitzt einen Wohnteil mit unverputztem Blockbau.